# Riduzione della radiazione solare
Con riduzione della radiazione solare o geoingegneria solare o ancora col termine inglese di solar radiation modification (SRM) s'intende una tecnica che mira a studiare il modo di modificare l'albedo della Terra per ridurre la sua temperatura, riducendo l'assorbimento di radiazione solare.

## Descrizione

### Presupposti teorici
La riduzione della radiazione solare è stata pensata in base all'osservazione di quanto accade durante le eruzioni vulcaniche, in cui una massa molto ampia di particolato fa il suo ingresso in atmosfera offuscando il cielo e aumentando l'albedo; questo riduce la temperatura complessiva nella zona. La SRM si divide in tre macrogruppi:
- Superficiale: l'albedo potrebbe essere aumentata in linea di principio con interventi sulla riflettività delle aree urbane, della vegetazione o dei deserti, tali modifiche potrebbero però danneggiare i cicli terrestri e le idee in tal senso sono state accantonate.
- Atmosferico: l'albedo potrebbe essere aumentata stimolando la generazione di nubi oppure mediante iniezione di aerosol o materiale riflettente in stratosfera. Nel primo caso la tecnica generalmente proposta si basa sull'incremento dei nuclei di condensazione sugli oceani mediante nebulizzazione di acqua marina. Nel secondo l'approccio principale prevede la diffusione di solfuri in stratosfera, il cui effetto climatico è analogo a quello dei solfuri emessi dalle eruzioni vulcaniche.
- Spaziale: sono stati proposti sistemi basati su specchi o nuvole di oggetti riflettenti orbitanti intorno alla Terra o nel punto lagrangiano L1.[2] Alternativamente vele solari o scudi termici. [3]

Per quanto riguarda l'SRM atmosferico esistono tre principali tecniche:
- Iniezione di aerosol stratosferico o SAI, in cui piccole particelle, ad esempio, di anidride solforosa verrebbero iniettate nell'atmosfera superiore.
- Marine cloud brightening (MCB), che spruzzerebbe acqua di mare fine per sbiancare le nuvole e quindi aumentare la riflettività delle nuvole.
- Assottigliamento dei cirri (CCT), che consiste nella modifica dei cirri e cirrostrati.[4]

### Come viene effettuato

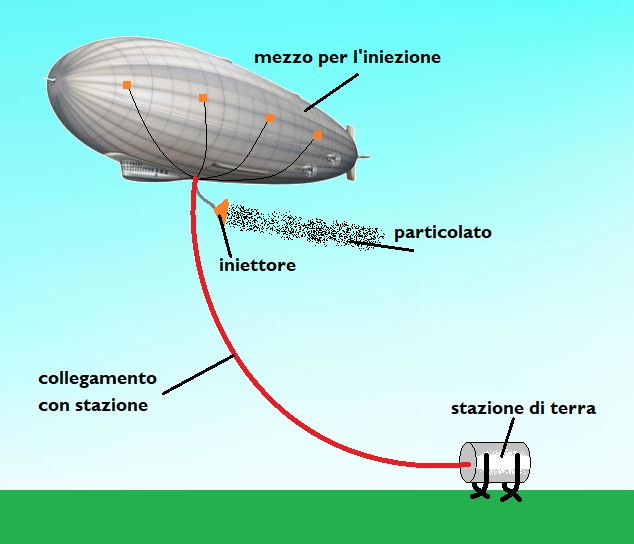
Schema di funzionamento SRM con aerostato

La riduzione della radiazione solare viene effettuata usando palloni aerostatici, dirigibili o aerei modificati per introdurre il particolato nell'atmosfera. Per le sue proprietà viene usato H₂SO₄ che introdotto sulle nuvole ne aumenta l'albedo, questo riduce l'assorbimento di calore dall'irraggiamento solare. Sono state proposte alternative come microdiamanti e biossido di titanio sebbene il loro uso non sia stato implementato per un costo troppo elevato e una non comprovata efficacia. Gli aerosol dovrebbero essere iniettati direttamente nella stratosfera dove il particolato ridurrebbe l'assorbimento di radiazione solare.

## Storia
Il primo dibattito sulla Geoingegneria Solare è del 1992 quando fu presentato alla National Academy of Sciences. Da allora diversi sono stati i progetti e gli studi portati al vaglio della comunità scientifica. Sebbene all'inizio sia stato accolto con scetticismo da parte dei climatologi, oggi tali soluzioni sono in discussione. Il primo vero esperimento di geoingegneria solare più precisamente MCB su piccola scala è stato provato a San Francisco nell'Aprile del 2024.

## Dibattito sull'uso

### Vantaggi
La geoingegneria solare può essere usata per ridurre la temperatura globale, causata dal riscaldamento globale, questo aiuterebbe l'ambiente a mantenere una temperatura più mite e potendo dilatare i tempi per le emissioni zero. Questo potrebbe aiutare a ridurre l'uso di combustibili fossili con più gradualità; come se non bastasse tale tecnica è facilmente reversibile. 

### Limitazioni e rischi
La geoingegneria solare non rimuove i gas serra dall'atmosfera e quindi non è una soluzione definitiva al problema, ma agisce solo sugli effetti del riscaldamento globale. Gli effetti a lungo termine, inoltre, non sono chiari e sono ancora in fase di studio. In Europa EASA non ha previsto l'uso di SRM nel breve periodo, almeno fin quando gli studi non garantiranno affidabilità e i dati del lungo periodo non saranno elaborati con successo da organi indipendenti.

### Rapporti
- (EN) US Committee on Science, Engineering, and Public Policy, Ch.28: Geoengineering in Policy Implications of Greenhouse Warming: Mitigation, Adaptation, and the Science Base, su books.nap.edu, 1992.
- (EN) IPCC, Report IPCC (PDF), su ipcc.ch, 2020.

### Siti web
- (EN) The Principles, su Oxford Geoengineering Programme. URL consultato il 20 luglio 2025 (archiviato dall'url originale il 21 dicembre 2018).